# Elecciones municipales de Maynas de 1998
Las elecciones municipales de Maynas de 1998 se llevaron a cabo el 11 de octubre de 1998 para elegir al alcalde y al Concejo Provincial de Maynas para el periodo 1999-2002. La elección se celebró simultáneamente con elecciones municipales en todo el país.

## Sistema electoral
La Municipalidad Provincial de Maynas es el órgano administrativo y de gobierno de la provincia de Maynas. Está compuesta por el alcalde y el Concejo Provincial.
La votación del alcalde y el concejo se realiza en base al sufragio universal, que comprende a todos los ciudadanos nacionales mayores de dieciocho años, empadronados y residentes en la provincia de Maynas y en pleno goce de sus derechos políticos, así como a los ciudadanos no nacionales residentes y empadronados en la provincia de Maynas.
El Concejo Provincial de Maynas está compuesto por 13 regidores elegidos por sufragio directo para un período de cuatro (4) años, en forma conjunta con la elección del alcalde (quien lo preside). La votación es por lista cerrada y bloqueada. Para que una lista sea proclamada ganadora debe obtener más del 20% de los votos válidos; en caso ninguna lista logre ese porcentaje, los dos listas más votadas participan en una segunda vuelta o balotaje. Se asigna a la lista ganadora los escaños según el método d'Hondt o la mitad más uno, lo que más le favorezca.

## Composición del Concejo Provincial de Maynas
La siguiente tabla muestra la composición del Concejo Provincial de Maynas antes de las elecciones.
| Partidos | Partidos                 | Regidores |
| -------- | ------------------------ | --------- |
|          | Lista Independiente N° 7 | 10        |
|          | Lista Independiente N° 9 | 6         |
|          | Acción Popular           | 3         |

## Partidos y candidatos
A continuación se muestra una lista de los principales partidos y alianzas electorales que participan en las elecciones:
| Candidatura | Candidatura | Partidos y alianzas                                                             | Candidatos | Candidatos                     | Ideología                                     | Resultado previo | Resultado previo | Ref. |
| Candidatura | Candidatura | Partidos y alianzas                                                             | Candidatos | Candidatos                     | Ideología                                     | Votos (%)        | Reg.             | Ref. |
| ----------- | ----------- | ------------------------------------------------------------------------------- | ---------- | ------------------------------ | --------------------------------------------- | ---------------- | ---------------- | ---- |
|             | AP          | Lista - Acción Popular (AP)                                                     |            | Genith Sánchez de Lozano       | Humanismo Nacionalismo cívico Reformismo      | 15.70%           | 3                |      |
|             | UPP         | Lista - Unión por el Perú (UPP)                                                 |            | Luis Menéndez Rojas            | Socioliberalismo Progresismo Socialdemocracia | Nuevo            | Nuevo            |      |
|             | VV          | Lista - Movimiento Independiente Vamos Vecino (VV)                              |            | Delicia Manzur Khan de Donayre | Fujimorismo                                   | Nuevo            | Nuevo            |      |
|             | SP          | Lista - Movimiento Independiente Somos Perú (SP)                                |            | Jorge Chávez Sibina            | Democracia cristiana Conservadurismo social   | Nuevo            | Nuevo            |      |
|             | IND         | Lista - Lista Independiente Fuerza Loretana                                     |            | Yván Vásquez Valera            | Localismo mayneño                             | Nuevo            | Nuevo            |      |
|             | IND         | Lista - Lista Independiente Movimiento Independiente Esperanza Región Amazónica |            | Jorge Mera Ramírez             | Localismo mayneño                             | Nuevo            | Nuevo            |      |
|             | IND         | Lista - Lista Independiente Movimiento Regionalista Loreto                      |            | Héctor Donayre Lobo            | Localismo mayneño                             | Nuevo            | Nuevo            |      |
|             | IND         | Lista - Lista Independiente Movimiento de Integración para el Desarrollo        |            | Javier Marin Mori              | Localismo mayneño                             | Nuevo            | Nuevo            |      |

## Resultados

### Sumario general
|                        |                                                                         |              |              |              |           |           |
| Partidos y coaliciones | Partidos y coaliciones                                                  | Voto popular | Voto popular | Voto popular | Regidores | Regidores |
| Partidos y coaliciones | Partidos y coaliciones                                                  | Votos        | %            | +/−          | Total     | +/−       |
|                        | Lista Independiente Fuerza Loretana                                     | 49,926       | 43.88        | n/a          | 8         | +8        |
|                        | Movimiento Independiente Somos Perú (SP)                                | 53,926       | 38.93        | Nuevo        | 5         | +5        |
|                        | Movimiento Independiente Vamos Vecino (VV)                              | 7,479        | 5.40         | Nuevo        | 0         | ±0        |
|                        | Lista Independiente Movimiento Independiente Esperanza Región Amazónica | 7,374        | 5.32         | n/a          | 0         | ±0        |
|                        | Acción Popular (AP)                                                     | 1,845        | 1.33         | –14.37       | 0         | –3        |
|                        | Lista Independiente Movimiento Regionalista Loreto                      | 1,723        | 1.24         | n/a          | 0         | ±0        |
|                        | Lista Independiente Movimiento de Integración para el Desarrollo        | 1,453        | 1.05         | n/a          | 0         | ±0        |
|                        | Unión por el Perú (UPP)                                                 | 456          | 0.33         | Nuevo        | 0         | ±0        |
|                        |                                                                         |              |              |              |           |           |
| Total                  | Total                                                                   | 138,530      |              |              | 13        | –6        |
|                        |                                                                         |              |              |              |           |           |
| Votos válidos          | Votos válidos                                                           | 138,530      | 94.26        | +6.65        |           |           |
| Votos en blanco        | Votos en blanco                                                         | 3,210        | 2.18         | –3.30        |           |           |
| Votos nulos            | Votos nulos                                                             | 5,232        | 3.56         | –3.35        |           |           |
| Votos emitidos         | Votos emitidos                                                          | 146,972      | 75.62        | +3.15        |           |           |
| Abstenciones           | Abstenciones                                                            | 47,384       | 24.38        | –3.15        |           |           |
| Votantes registrados   | Votantes registrados                                                    | 194,356      |              |              |           |           |
|                        |                                                                         |              |              |              |           |           |
| Fuente:                |                                                                         |              |              |              |           |           |

## Elecciones municipales distritales

### Resultados por distrito
La siguiente tabla enumera el control de los distritos de la provincia de Maynas. El cambio de mando de una organización política se resalta del color de ese partido.
| Distrito       | Alcalde(sa) titular      | Partido político | Partido político          | Alcalde(sa) electo(a)        | Partido político | Partido político      |
| -------------- | ------------------------ | ---------------- | ------------------------- | ---------------------------- | ---------------- | --------------------- |
| Alto Nanay     | Leonardo Wong Pinche     |                  | Lista Independiente N° 5  | Yolanda Ferreyra de Valencia |                  | Somos Perú            |
| Fernando Lores | Josué Vásquez Rengifo    |                  | Lista Independiente N° 11 | Gilberto Marín Apagueño      |                  | Fuerza Loretana       |
| Indiana        | Elisbán Ochoa Sosa       |                  | Lista Independiente N° 5  | Luis Tuesta Hidalgo          |                  | Vamos Vecino          |
| Las Amazonas   | Itler Laulate López      |                  | Lista Independiente N° 5  | Aldo Paino Inuma             |                  | Fuerza Loretana       |
| Mazán          | Víctor Lozano Calampa    |                  | Lista Independiente N° 5  | Elías Andrade Naro           |                  | Somos Perú            |
| Napo           | Wilson Guerrero Machado  |                  | Lista Independiente N° 11 | Jaime Carranza Macedo        |                  | Somos Perú            |
| Punchana       | Delicia Manzur Khan      |                  | Lista Independiente N° 9  | Charles Zevallos Eyzaguirre  |                  | Somos Perú            |
| Putumayo       | Gerardo Álvarez Vázquez  |                  | Acción Popular            | Pablo Cumari Ashanga         |                  | Vamos Vecino          |
| Torres Causana | Richard Oraco Noteno     |                  | Lista Independiente N° 27 | Richard Oraco Noteno         |                  | Vamos Vecino          |
| Yaquerana      | Wilson Jiménez Maricahua |                  | Lista Independiente N° 11 | Ángel Reátegui Gallardo      |                  | Independiente Angamos |